# 이대로 간다해도
이대로 간다해도는 1969년 공개된 대한민국의 영화이다.

## 배역
- 김지미
- 신성일
- 남정임
- 최인숙
- 김성옥
- 조미령